# 商坊会馆

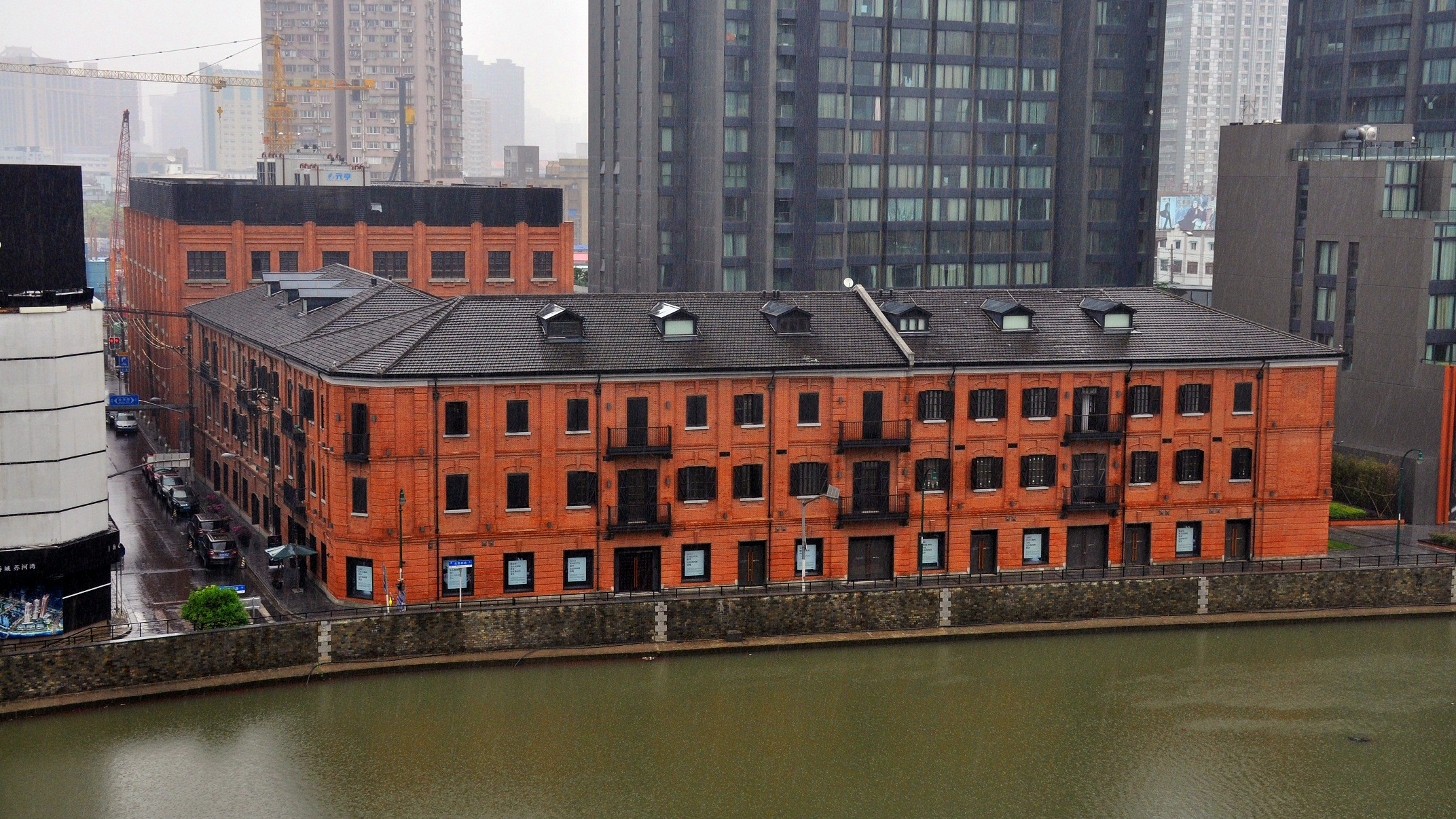
商坊会馆，攝於2015年

商坊会馆又稱怡和打包厂旧址，是位於中國上海市靜安區北苏州路912号以及浙江路桥旁的一處歷史建築，也是第五批上海優秀歷史建築。建筑高三层，总建筑面积约4700平米。立面为清水砖墙。

## 歷史
1907年，怡和洋行在蘇州河邊建造了怡和打包厂（Ewo Press Packing Co.）。上海發出的货物來到怡和打包厂後分拣，之後再發往其他地方。2011年年初，OCT华侨城对怡和打包厂舊址进行修缮工作。修繕完成後一楼成為华侨城项目展示中心；二楼为会所；三楼為艺术家严培明、刘小东等人的艺术工作室。